# József Szécsényi
József Szécsényi (* 10. Januar 1932 in Szegvár, Komitat Csongrád; † 19. März 2017 in Budapest) war ein ungarischer Diskuswerfer.
Bei den Europameisterschaften 1954 in Bern und bei den Weltfestspielen der Jugend und Studenten 1955 gewann er jeweils Bronze.
Einer Silbermedaille bei den Weltuniversitätsspielen 1957 folgte ein achter Platz bei den Europameisterschaften 1958 in Stockholm und ein vierter Platz bei den Olympischen Spielen 1960 in Rom.
1962 holte er Bronze bei den Weltfestspielen der Jugend und Studenten und wurde Sechster bei den Europameisterschaften in Belgrad. Bei den Olympischen Spielen 1964 in Tokio wurde er Fünfter.
Neunmal wurde er Ungarischer Meister (1955–1956, 1958–63, 1965). Seine persönliche Bestleistung von 60,66 m stellte er am 19. August 1962 in Tatabánya auf.